# Karl von Hegel

Karl von Hegel

Karl Hegel, ab 1891 Ritter von Hegel (* 7. Juni 1813 in Nürnberg; † 5. Dezember 1901 in Erlangen), war ein deutscher Historiker. Er gehörte zu den führenden Stadtgeschichtsforschern in der zweiten Hälfte des 19. Jahrhunderts. In der Geschichtswissenschaft des 20. und beginnenden 21. Jahrhunderts geriet er jedoch in Vergessenheit.

## Leben und Wirken
Karl Hegel war der ältere Sohn des Philosophen Georg Wilhelm Friedrich Hegel, der zum Zeitpunkt der Geburt seines Sohnes Gymnasialrektor des neu aufzubauenden Egidiengymnasiums in Nürnberg war. Sein Vater starb 1831, als Hegel 18 Jahre alt war. Er pflegte sein Leben lang das Andenken seines Vaters, hatte jedoch zugleich bei seiner eigenen Karriere unter der Berühmtheit des Vaters zu leiden. Seine Mutter Marie Helena Susanna von Tucher (1791–1855) entstammte einer alteingesessenen Nürnberger Patrizierfamilie.
In Nürnberg verbrachte Hegel die ersten drei Jahre. Im Jahr 1816 ging die Familie nach Heidelberg, wo sein Vater auf eine Professur für Philosophie berufen worden war. Die Familie übersiedelte 1818 nach Berlin; der Vater wurde Nachfolger von Johann Gottlieb Fichte. Hegel legte 1830 in Berlin das Abitur ab, studierte dort an der Friedrich-Wilhelms-Universität Berlin bei Leopold von Ranke und an der Ruprecht-Karls-Universität Heidelberg. Im Jahr 1837 wurde er in Berlin über Alexander den Großen promoviert. In den Jahren 1838/39 absolvierte er eine längere Italienreise und führte zahlreiche Archivstudien durch. Anschließend war er für kurze Zeit als Gymnasiallehrer in Berlin tätig. Von 1841 bis 1848 war er außerordentlicher Professor der Geschichte und von 1848 bis 1856 ordentlicher Professor der Geschichte und Politik an der Universität Rostock sowie 1854 und 1855 Rektor der Universität. Seine 1847 veröffentlichte zweibändige Darstellung Geschichte der Städteverfassung von Italien seit der Zeit der römischen Herrschaft bis zum Ausgange des 12. Jahrhunderts machte ihn einer größeren Fachwelt bekannt. Hegel kam für Lehrstühle in Leipzig, Kiel, München, Greifswald und Erlangen ins Gespräch. Ab Oktober 1848 war er für ein Jahr Chefredakteur der neugegründeten Mecklenburgischen Zeitung. 1850 gehörte er als mecklenburgischer Abgeordneter dem Volkshaus des Erfurter Unionsparlaments an. Im selben Jahr heiratete er seine Cousine Susanna Maria von Tucher. 1856 wurde er an die Erlanger Universität auf den neu eingerichteten Lehrstuhl für Geschichte berufen. 1870 wurde er Prorektor.
Von 1862 bis 1899 erschienen unter seiner Leitung 27 Bände Chroniken der deutschen Städte, die Karl Hegel für die Historische Kommission bei der Bayerischen Akademie der Wissenschaften in München herausgab. Sechs Chroniken-Bände zu Nürnberg, Straßburg und Mainz hat Hegel in großen Teilen selbst bearbeitet. Mit Hegel als Abteilungsleiter wurde die Chroniken-Reihe eines der erfolgreichsten Editionsunternehmen der zu seinen Lebzeiten noch jungen Münchner Historischen Kommission bei der Königlichen Akademie, wie sie damals hieß. Der junge und begabte Historiker Theodor von Kern wurde sein erster Assistent bei diesem Projekt. Später stießen noch weitere ausgewiesene Historiker, Germanisten und Juristen wie Karl Lamprecht, Georg von Below, Matthias Lexer oder Ferdinand Frensdorff als Mitarbeiter hinzu.
Hegel publizierte bis ins hohe Alter, wobei er immer wieder seinen frühen Forschungen folgend auch auf Forschungsgegenstände aus der italienischen Stadtgeschichte zurückgriff. So beteiligte er sich in den 1870er Jahren federführend an dem Streit um die Echtheit der Florentiner Chronik des Dino Compagni. Es kam in diesem Zusammenhang zu einem Schlagabtausch mit Paul Scheffer-Boichorst. Hegel vertrat den Standpunkt der Echtheit der Chronik und sollte damit Recht behalten. In späterer Zeit wandte er sich der nordischen Stadtgeschichte zu und veröffentlichte 1891 Städte und Gilden der germanischen Völker im Mittelalter. Diese Darstellung wurde zum Standardwerk. 1898 erschien mit Die Entstehung des Deutschen Städtewesens seine letzte Monografie. Für seine Forschungen erhielt Hegel zahlreiche Auszeichnungen.
1875 wurde er Mitglied der Zentraldirektion der Monumenta Germaniae Historica. Er war außerdem Mitglied der Akademien in München, Göttingen, Berlin und Wien. Die Universität Halle-Wittenberg verlieh ihm die Ehrendoktorwürde. 1872 wurde ihm in Bayern das Ritterkreuz I. Klasse des Verdienstordens vom Heiligen Michael verliehen, 1876 der Maximiliansorden für Wissenschaft und Kunst, 1889 das Ritterkreuz des Verdienstordens der Bayerischen Krone, 1891 wurde er in die Adelsmatrikel des Königreichs Bayern aufgenommen und 1893 wurde er zum Königlichen Geheimen Rat ernannt. Bereits 1884 wurde er in einem Eintrag im Brockhaus’ Conversations-Lexikon als „namhafter Geschichtsprofessor“ bezeichnet.
Zeit seines Lebens pflegte dieser Historiker im Rahmen seiner wissenschaftlichen Wirksamkeit  umfangreiche und langanhaltende Kontakte mit Kollegen aus der Wissenschaft und anderen Persönlichkeiten aus Gesellschaft und Politik. Besonders zu nennen sind hier Georg Beseler, Ernst Ludwig Dümmler, Ferdinand Frensdorff, Georg Gottfried Gervinus, Matthias Lexer, Heinrich von Sybel und Georg Waitz, was eine eindrucksvolle Anzahl überlieferter Korrespondenz in unterschiedlichsten nachlassverwaltenden Institutionen innerhalb der Europäischen Union sowie in Privatbesitz belegt.
Im Jahr 1900 veröffentlichte Karl Hegel seine Memoiren. In Richard Festers Nachruf vom Dezember 1901 wurde er als der „Städtehegel“ gewürdigt. Sein wissenschaftlicher Nachlass befindet sich zu großen Teilen in der Handschriftenabteilung der Universitätsbibliothek Erlangen-Nürnberg. Karl Hegel blieb im Schatten seines Vaters und geriet in der Geschichtswissenschaft in Vergessenheit. In der Neuen Deutschen Biographie (NDB) findet sich kein Artikel über ihn. Sein wissenschaftliches Wirken lässt sich daher mit der Formel „Ruhm ohne Nachruhm“ beschreiben.
Anlässlich seines 100. Todestages veranstaltete der Erlanger Lehrstuhl für Neuere Geschichte zusammen mit der Universitätsbibliothek Erlangen vom 20. November bis 16. Dezember 2001 die Ausstellung Karl Hegel – Historiker im 19. Jahrhundert. Seit 2007 finden die Karl-Hegel-Gedächtnisvorlesungen statt. Damit erinnert das heutige Department Geschichte in Erlangen an den Gründer des Historischen Instituts der Friedrich-Alexander-Universität. In jüngerer Zeit beschäftigte sich im Zuge der Gründung des Historischen Seminars an der Universität Erlangen-Nürnberg in mehreren Studien Helmut Neuhaus mit Karl Hegel. 2012 veröffentlichte Marion Kreis ihre Dissertation über seine geschichtswissenschaftliche Bedeutung und schließt mit dieser „verdienstvolle[n] Studie“ diese Forschungslücke.

## Schriften (Auswahl)
Ein Schriftenverzeichnis findet sich in: Marion Kreis: Karl Hegel. Geschichtswissenschaftliche Bedeutung und wissenschaftsgeschichtlicher Standort. Göttingen 2012, S. 354–359.
- Geschichte der Städteverfassung von Italien seit der Zeit der römischen Herrschaft bis zum Ausgang des zwölften Jahrhunderts. 2 Bände. Weidmann, Leipzig 1847. (Digitalisat Band 1), (Band 2).
- Verfassungsgeschichte von Cöln im Mittelalter. Hirzel, Leipzig 1877. (Digitalisat).
- Geschichte der mecklenburgischen Landstände bis zum Jahr 1555. Adler, Rostock 1856. (Neudruck: Scientia, Aalen 1968).
- Die Ordnungen der Gerechtigkeit in der florentinischen Republik. Besold, Erlangen 1867. (Digitalisat).
- Die Chronik des Dino Compagni. Versuch einer Rettung. Hirzel, Leipzig 1875. (Digitalisat).
- Über den historischen Werth der älteren Dante-Commentare mit einem Anhang zur Dino-Frage. Hirzel, Leipzig 1878. (Digitalisat).
- Städte und Gilden der germanischen Völker im Mittelalter. 2 Bände. Duncker & Humblot, Leipzig 1891.
  - Band 1: England, Dänemark, Schweden, Norwegen. (Digitalisat).
  - Band 2: Frankreich, Niederlande, Deutschland. (Digitalisat).
- Die Entstehung des Deutschen Städtewesens. Hirzel, Leipzig 1898. (Neudruck: Scientia, Aalen 1964).
- Karl Hegels Gedenkbuch. Lebenschronik eines Gelehrten des 19. Jahrhunderts. Herausgegeben von Helmut Neuhaus. Böhlau, Köln u. a. 2013, ISBN 978-3-412-21044-1.